# Jardí Petra Kelly

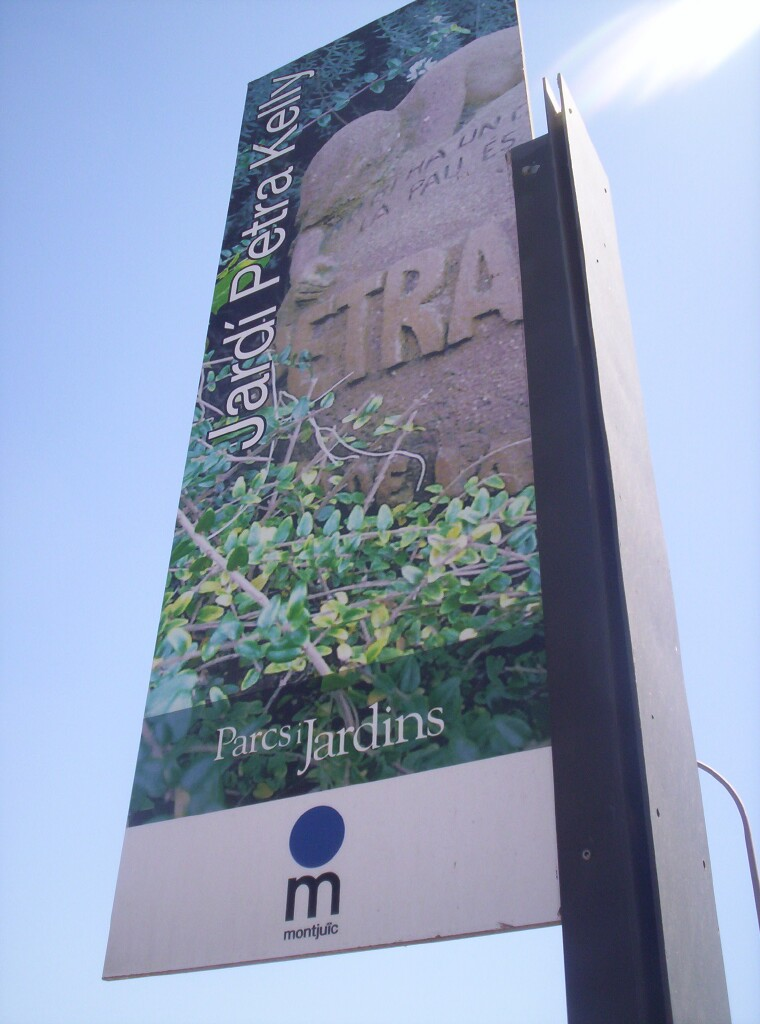
Hinweistafel am Jardí Petra Kelly

Der Jardí Petra Kelly ist eine Parkanlage in der spanischen Stadt Barcelona. Er ist nach der deutschen Politikerin und Friedensaktivistin Petra Kelly (1947–1992) benannt.
Die Anlage befindet sich inmitten der städtischen Baumschule auf dem Stadtberg Montjuïc. 1993 wurde dort am Tag der Erde vor einem Kirschbaum, Kellys Lieblingsbaum, eine fußballgroße Bronzekugel enthüllt, die von einer Frauenfigur umfasst wird. Sie soll an Kelly erinnern.